# Уборевич-Боровский, Борис Олегович
Бори́с Оле́гович Уборе́вич-Боро́вский (род. 12 января 1959, Москва, СССР) — российский архитектор. Председатель Московского архитектурного общества, член Союза московских архитекторов, профессор МАрхИ, руководитель Архитектурной студии ub.design, руководитель Мастерской № 7 в ОАО «Моспроект». Автор ряда частных интерьеров и архитектурных объектов в Москве. Участник многочисленных российских конкурсов, в том числе «Арх Москва», «Зодчество».

## Биография
Борис Уборевич-Боровский родился в 1959 году в семье репрессированных.
Родители — Боровский, Олег Борисович и Уборевич Владимира Иеронимовна. Брат Владимир Уборевич-Боровский — архитектор и художник-карикатурист. Дед — Иероним Петрович Уборевич — расстрелян в 1937-м году.
Образование — высшее, окончил в 1982 году Московский Архитектурный Институт, кафедра «Архитектура жилых зданий».
С 1982 года по настоящее время работал и работает в проектных институтах Москвы: УП ОПЖР «Чертаново Северное», Моспроект-1, Моспроект-2, МНИИП окосз, АО «Моспроект». Занимал должности – Главный Архитектор Проектов, Руководитель Мастерской. В 1993 году создал Архитектурную студию ub design. Работы авторского коллектива имеют множество конкурсных призов и наград, среди них дипломы всероссийского архитектурного фестиваля «Золотое сечение».  Проекты Мастерской публикуются в ведущих российских архитектурных и интерьерных журналах.
В 1998 году вместе с рядом других архитекторов выступил с инициативой воссоздания Московского архитектурного общества (МАО). 
В 2018 году избран профессором международной Академии Архитектуры (московское отделение).
За более чем 30-летний период руководства одним из знаковых проектных бюро Москвы под его началом и с его участием созданы и успешно реализованы проекты жилых и общественных зданий, частных домов, интерьеров общественных, жилых и частных объектов, выставочных проектов. Среди основных построек: бизнес-центр «Павелецкая Плаза», застройка Ходынского поля, Жилой дом «Парус» на Ходынке, Московский Дом Фотографии (МАММ) на Остоженке, Преподавательский кампус в Сколково. 
Издал четыре монографии, посвященные архитектурным и интерьерным проектам автора.

## Основные работы

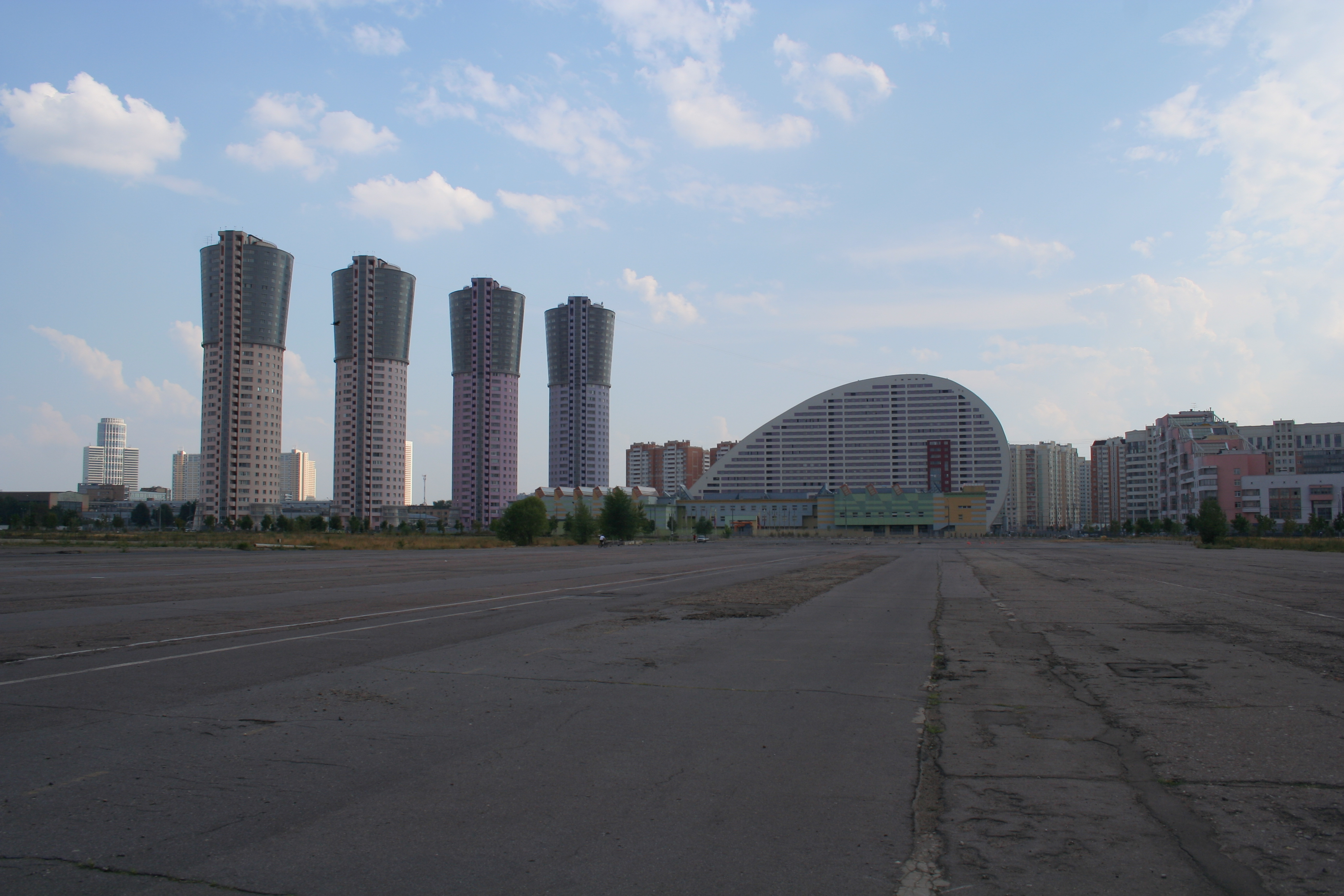
Жилой дом «Парус» на Ходынском поле

### Архитектура
Северный дом (конкурс)
Высотная гостиница на Павелецкой площади
Бизнес-центр «Павелецкая Плаза»
Концепция генерального плана Ходынского поля
Жилой комплекс Южная доля Ходынского поля
Жилой дом «Парус»
Московский дом фотографии на Остоженке
Усадьба в поселке «Озерной» в Ватутенках
Частный дом на Успенском шоссе
Преподавательский кампус в «Сколково»
Интерьер пентхауса в ЖК «Алые паруса 2»
Парламентский Центр в «Сколково»
Многофункциональный комплекс на Стрелке в Нижнем Новгороде
Интерьер дома приемов в «Горках 2»
Многофункциональный комплекс на Хорошевском шоссе
Интерьер 4-х ур. пентхауса в Большом Знаменском пер.
Гостиница на ул. Добровке
Дом в поселке «Милениум парк»
Интерьер квартира «Спайрс»
Бизнес центр на Зеленом проспекте
Школа Борьбы Стивена Сигала
Усадебные дома в Серебряном Бору
Интерьер квартиры в Хамовниках
Дом в Трудовой
Реконструкция торгового центра «Вешняки»
Здание павильона «РосАтом» (конкурс)
Интерьер квартиры в Филипповском пер.
Интерьер квартиры в ЖК «Вишневый Сад»
Дом в поселке «Княжье озеро»

### Интерьеры
Театр МАМТ им. К. С. Станиславского и В. И. Немировича-Данченко (интерьеры);

Ресторан R18/12 на ул.1812 года (реализация);

Интерьеры особой зоны Государственного Кремлёвского дворца (проект);

Интерьеры общественных помещений в Тайницком саду;

VIP зона БСА «Лужники» (реализация);

Интерьер Пентхауса в доме на Мосфильмовской (проект);

Более 30 интерьеров частных квартир и загородных домов.

## Награды
2024:
- Всероссийский архитектурный фестиваль Best Interior Festival

2023:
- Mos Build Awards «ДИЗАЙН СТЕНДА»

- Всероссийский архитектурный фестиваль Best Interior Festival

2022:
- Всероссийский архитектурный фестиваль Best Interior Festival

2022:
- Всероссийский архитектурный фестиваль Best Interior Festival

2021:
- "ЗОЛОТОЕ СЕЧЕНИЕ " (Частный дом в поселке «Millennium Park»); (Реализация. Малый объект - Частная Галерея в ПЖСК Горки – 1)

2020:
- Международный фестиваль «ДОМ НА БРЕСТСКОЙ» «Архитектура индивидуальных и частных зданий» (проекта Авиапарка)

2016:
- Открытый всероссийский конкурс INTERIA AWARDS
- Эко-сознание мегаполиса. Архитектура и интерьер» (Дом на Брестской).

2015:
- Открытый всероссийский конкурс INTERIA AWARDS

2014:
- Открытый всероссийский конкурс INTERIA AWARDS

- Всероссийская профессиональная премия INTERIA AWARDS

2013:
- Открытый всероссийский конкурс INTERIA AWARDS

2012:
- XIV Международный фестиваль архитектуры и дизайна интерьера «Под крышей дома» диплом за 2 место в номинации «Реализованный жилой интерьер» за интерьер квартиры в п. Жуковка;
- «Качественная архитектура — 2012» — диплом за интерьер квартиры в Доме-шале в п. Жуковка.

2011:
- Международный фестиваль «Зодчество-2011», Серебряный диплом в смотре-конкурсе «Творческие архитектурные коллективы и мастерские»;
- «Зодчество −2011», диплом за интерьер квартиры в пос. Жуковка и интерьер квартиры на ул. Климашкина;
- «INTERIA AWARDS 2011», победитель в номинации «Современный интерьер ванной комнаты», за ванную комнату в интерьере квартиры в пос. Жуковка;
- «Качественная архитектура 2011» награда за интерьер в ЖК «Остров фантазий»;
- Фестиваль «Под крышей дома» диплом III место в номинации «Жилой интерьер», за интерьер квартиры на ул. Климашкина;
- Конкурс «Стекло в архитектуре» — диплом, интерьер на ул. Климашкина.

2010:
- «Качественная архитектура 2010» награда за интерьер апартаментов в ЖК «Воробьевы горы»;
- «Interia Awards 2010» награда за интерьер квартиры в ЖК «Остров фантазий».

2009:
- «Золотое сечение-2009» номинант на премию реализованный проект интерьера в ЖК «Воробьевы горы»;
- «Лучший реализованный проект в области инвестиций и строительства 2008» Лауреат премии «Дом Парус» в номинации «Жилые здания и комплексы повышенной комфортности»;
- Участник выставки членов НП ГАРХИ СРО (усадебный дом Озерный).

2008:
- 2-я Ежегодная премия «Дом года», победитель дома года 2007 «Дом Парус»;
- Международный фестиваль архитектуры и дизайна интерьера «Под крышей дома» диплом 2-й степени жилой интерьер кв. Воробьёвы горы.

2007:
- Конкурс «Золотое сечение — 2007» квартира на ул. Улофа Пальме и усадебный дом «Ватутинки» в пос. Озерный;
- Международный фестиваль архитектуры и дизайна интерьера «Под крышей дома» второе место в номинации «Предмет в интерьере» квартира на ул. Улофа Пальме.

2006:
- «Зодчество −2005» — диплом 2-й степени за интерьер квартиры в Филипповском переулке;
- Международный фестиваль архитектуры и дизайна интерьера «Под крышей дома» специальный приз «За оригинальную композицию» квартира в Филипповском переулке;
- «Зодчество −2005» — серебряный диплом за интерьер квартиры в ЖК Алые паруса.

2005:
- «Архип 2005» — номинант на премию «Интерьер квартиры» — квартира на ул. Архитектора Власова;
- «Архип 2005» — номинант на премию «Интерьер квартиры» — квартира на Можайке;
- Международный фестиваль архитектуры и дизайна интерьера «Под крышей дома» первое место в номинации «Жилой интерьер» квартира в ЖК Алые паруса).

2004:
- «Зодчество-2004» — бронзовый диплом — комплекс жилых домов на Ходынском поле;
- «Архип 2004» — номинант на премию «Интерьер квартиры» — квартира в Алых парусах.

2003:
- «Архип 2003» — номинант на премию «Интерьер квартиры» квартира в ЖК Алые паруса;
- Лауреат «Архип 2003» в подноминации «Интерьер квартиры — Новаторство» (кв. в Алых парусах);
- «Архип 2003» — номинант на премию «Интерьер квартиры» — квартира на ул. Вересаева;
- "Золотое сечение — 2003″ — номинант на премию за проект Московского Дома Фотографии;
- Международный фестиваль архитектуры и дизайна интерьера «Под крышей дома» третье место в номинации «Жилой интерьер» квартира на Звенигородской ул.

2002:
- «Зодчество 2002» — диплом лауреата фестиваля за проект Авиапарка на Ходынском поле.

2001:
- "Зодчество — 2001″ — 3 место и Почетный диплом III степени за проект Московского Дома Фотографии;
- «FIDEXPO-2001» — гран-при за дизайн интерьера квартиры в Сокольниках;
- Журнал «Технологии строительства» — Диплом за проект и реализацию интерьера квартиры в Сокольниках;
- Журнал «Salon-interior» — диплом номинанта премии в области частного и общественного интерьера 2000—2001 г. за интерьер квартиры в Сокольниках.

2000:
- Международный фестиваль архитектуры и дизайна интерьера «Под крышей дома» — Диплом в номинации «Дизайн детали».